# Brenca (construcción)
Las brencas son los refuerzos  en los laterales o esquinas mediante encadenados formados con morteros de cal o yeso de los muros de tierra prensada, tapiales.
En Castilla y León, Castilla-La Mancha y otras regiones de España es todavía habitual encontrar en los 
pueblos casa viejas construidas con muros de tierra. Este sistema de construcción llamado de tapial o tierra prensada era habitual hasta hace pocos años y forma parte de la tradición arquitectónica local. 
Normalmente a la vista frontal de la fachada tienen forma curva más ancha en la base de cada tongada de tierras y disminuyendo hacia arriba.